# 이숙종
이숙종(李淑鍾, 1904년~1985년 6월 18일)은 대한민국의 화가, 교육인이다. 호(號)는 운정(雲庭). 일제강점기 말에 일제의 식량공출에 순응할 것을 주장하여 일제의 군국주의 및 한민족 수탈에 협력한 친일반민족행위자이기도 하다. 성신여자대학교를 설립했으며 제9대 국회의원을 지냈다.

## 학력
- 숙명여자중학교
- 숙명여자고등보통학교 졸업
- 일본 도쿄 여자미술학교 졸업
- 일본 도쿄 제국대학 교육학과 중퇴

## 생애

### 교육
한성부 출생이다. 숙명여자고등보통학교를 졸업하고 일본으로 유학했다. 미술을 전공하여 도쿄 여자미술전문학교, 도쿄 제국대학 등에서 수학한 뒤 귀국했다. 경성여자상업학교, 동덕여자고등보통학교, 중앙보육학교 교사를 거쳐 1936년 성신여대 전신인 성신여학교를 설립하고 교장을 맡았다. 서양화가로서 조선미술전람회에서 수차례 수상한 바도 있다.

### 친일반민족행위
일제강점기 말기에 국민총력조선연맹 등의 친일 단체에 가담하여 강연 및 좌담회 참석, 《매일신보》에 친일적 발언 기고 등으로 친일 활동을 했다. 《신시대》 등 친일 잡지에 여성들을 대상으로 전시경제 체제에 협조할 것을 요구하는 기고문을 싣기도 했다. 이로 인해 2008년 발표된 민족문제연구소의 친일인명사전 수록예정자 명단 중 교육/학술 부문에 선정되었으며 2009년 친일반민족행위진상규명위원회가 발표한 친일반민족행위 705인 명단에도 포함되었다. 가정여학교(지금의 성신여자대학교)교장이던 이숙종은 일제가 제2차 세계대전에 필요한 쌀을 공출함으로써 식량을 수탈하던 1943년에 《신시대》잡지에 “쌀이 부족해 죽을 먹는다고 생각하면 안 된다. 건강을 위해 죽을 마시고, 소화가 잘되게 하기 위해서 채소를 먹는다고 생각해야 한다. 더욱더 맑고 상쾌한 기분으로 능률있게 일하기 위해서 아침은 엽차만으로 때우는 것이라 생각하자”라는 일본어로 쓴 글을 실어서 같은 한민족인 한국 민중들에게 일제의 식량수탈에 따른 빈곤이라는 현실을 냉정하게 판단하고 저항하기보다는, "건강을 위해서 죽을 마신다고 생각해야 한다"느니, "맑고 상쾌한 기분으로 능률있게 일하기 위해 아침은 엽차만으로 때우는 것"라고 생각하라느니 요설을 늘어놓으며 일제의 식량수탈에 순응할 것을 주장했다. 일제는 명랑이라는 말을 언론에서 자주 씀으로써 한민족이 식민통치에 순응하도록 했는데, 이숙종도 "맑고 상쾌한 기분으로 능률있게 일하자"라면서 같은 말을 하고 있다. (참고 문헌:역사학 연구소, 《교실밖 국사여행》, 사계절, 252쪽. 2015년.) 친일반민족행위자들이 정직한 역사교육으로써 청산되어야 할 이유를 말해주는 중요한 사례라고 말할 수 있겠다.

### 광복이후
광복 후 교육계의 원로로 교육 정책 심의 등에 중용되었으며 한국여성단체협의회 회장을 맡았다. 1963년 현 성신여자대학교의 전신인 성신여자실업초급대학을 설립했고, 1973년 유신정우회 국회의원을 지냈다. 저서로 자전적 수필집인 《구름따라 성을 돌며》(1971), 《길을 따라 걸었는데》(1973) 등이 있다. 성신유치원, 성신초등학교, 성신여중, 성신여고, 성신여대를 창립했다. 1985년 사망한 이숙종에게 후손이 없자 조카인 심용현이 이사장직을 이었다. 심용현의 딸 심화진이 성신여대 이사장을 거쳐 총장을 맡았다가 교비횡령으로 불명예 퇴진했다.

## 역대 선거 결과
| 실시년도 | 선거 | 대수 | 직책     | 선거구           | 정당       | 득표수 | 득표율      | 순위 | 당락 | 비고 |
| -------- | ---- | ---- | -------- | ---------------- | ---------- | ------ | ----------- | ---- | ---- | ---- |
| 1973년   | 총선 | 9대  | 국회의원 | 통일주체국민회의 | 유신정우회 |        | \| \| 0% \| | 지명 |      | 초선 |
|          | 0%   |      |          |                  |            |        |             |      |      |      |

## 같이 보기
- 성신여자대학교
- 조선임전보국단